# Butterfly (canción de Mariah Carey)
«Butterfly» (en español: «Mariposa») es una canción escrita y producida por la cantante estadounidense Mariah Carey y Walter Afanasieff para el álbum Butterfly (1997). Se trata de una balada que combina elementos del pop y del gospel, aunque inicialmente Carey la concibió como una canción house con David Morales llamada "Fly Away (Butterfly Reprise)". Tras darse cuenta de que la letra era muy personal y cómo se podían aplicar al álbum, escribió "Butterfly" con Afanasieff. Sobre la letra de la canción, Carey comentó: "En 1997, estaba en pleno proceso de separación de Tommy Mottola, lo cual marcó mi vida. Mientras escribía la canción 'Butterfly', deseaba que fuera eso lo que él me dijera."Fue un éxito moderado en el mundo, sin alcanzar el apogeo obtenido por Honey.

## Lanzamiento y recepción
Se publicó como el segundo sencillo del álbum en 1997. No llegó a entrar en la lista Billboard Hot 100 ya que no se publicó como sencillo comercial en Estados Unidos (la norma de la revista Billboard establecía que, para entrar en la lista Hot 100, tenía que publicarse como sencillo comercial). Tuvo un éxito moderado en las listas de emisión en radio, como Rhythmic Top 40, Adult Contemporary y Mainstream Top 40, alcanzando el número 16 en la lista Billboard Hot 100 Airplay. "Butterfly" no tuvo una acogida sustancial fuera de Estados Unidos: llegó al número 22 en Reino Unido y al 27 en Australia, sin alcanzar el éxito de "Honey", primer sencillo del álbum. En Francia y Alemania, no llegó a entrar entre las 40 primeras posiciones.
"Butterfly" fue nominada en los premios Grammy de 1998 a la Mejor Interpretación Vocal Pop Femenina, aunque lo perdió ante "Building a Mystery", de Sarah McLachlan.
Cabe destacar que a partir del Butterfly Tour esta canción comenzó a ser utilizada como cierre de todos sus conciertos, interpretada más bien por la banda y los coristas cuando Mariah se despide.

## Vídeo y remixes
El vídeo fue dirigido por Carey y Daniel Pearl. Está inspirado en la película Baby Doll, de Tennessee Williams, y en un sueño de Carey. Comienza con un hombre abandonando, una casa en la que se encuentra Carey, y posteriormente se ve a la cantante vagando por un bosque con caballos.
David Morales creó varios remixes dance de la canción, además de la versión original de "Butterfly", con el nombre de "Fly Away (Butterfly Reprise)". Entre las remezclas, se encuentran "Fly Away" Club Mix (versión extendida de "Fly Away (Butterfly Reprise)") y "Def 'B' Fly" Mix (variación de "Fly Away" Club Mix con las voces grabadas de nuevo). "Fly Away (Butterfly Reprise)" entró entre las veinte primeras posiciones de la lista Billboard Hot Dance Music/Club Play y se incluyó una versión reducida como interludio en el álbum Butterfly. Meme realizó diversos remixes latinos de "Butterfly", con influencias del flamenco y la salsa. Entre ellos, se encuentran "Butterfly" (Sambatterfly), "Butterfly" (Classic Bossa Nova) y "Butterfly" (Meme's Extended Club Mix Part 1).

## Remixes y otras versiones
- «Butterfly» [Álbum Versión] - 4:35
- «Butterfly» [Sambatterfly Edit] - 4:41
- «Butterfly» [Classic Bossa Nova] - 4:11
- «Butterfly» [Sambatterfly For Clubbers] - 8:24
- «Butterfly» [Sambatterfly Extended Remix] - 8:22
- «Butterfly» [Meme's Extended Club Mix] - 8:42
- «Butterfly» [Meme's Club Mix Part 1 & 2] - 12:24
- «Butterfly» [Meme Club Radio] - 4:18
- «Butterfly» [Meme Latinbeats] - 3:57
- «Butterfly» [TV Track] - 8:41
- «Butterfly» [TV Track Short] - 4:19
- «Butterfly» [Instrumental] - 8:41
- «Butterfly» [Radio Instrumental] - 4:19
- «Fly Away» (Butterfly Reprise) [Álbum Versión] - 3:49
- «Fly Away» (Butterfly Reprise) [Def 'B' Fly Mix] - 8:38
- «Fly Away» [David Morales Club Mix] - 9:50

## Posicionamiento en listas

### Listas semanales
| Listas (1997)                               | Posición |
| ------------------------------------------- | -------- |
| Alemania (Offizielle Deutsche Charts)       | 76       |
| Australia (ARIA)                            | 27       |
| Bélgica (Flandes) (Ultratip Bubbling Under) | 5        |
| Canadá (Nielsen BDS Airplay Chart)          | 16       |
| Canadá (RPM Top Singles)                    | 22       |
| Canadá (RPM Adult Contemporary)             | 23       |
| Escocia (Scottish Singles Sales Chart)      | 36       |
| Estados Unidos (Radio Songs)                | 16       |
| Estados Unidos (Adult Contemporary)         | 11       |
| Estados Unidos (Adult Top 40)               | 35       |
| Estados Unidos (Hot Dance Club Songs)       | 13       |
| Estados Unidos (Mainstream Top 40)          | 14       |
| Estados Unidos (Hot R&B/Hip-Hop Songs)      | 27       |
| Estados Unidos (Rhythmic)                   | 8        |
| Estados Unidos (Tropical Airplay)           | 19       |
| Europa (European Hot 100 Singles)           | 61       |
| Francia (SNEP)                              | 43       |
| Nueva Zelanda (Recorded Music NZ)           | 15       |
| Países Bajos (Mega Single Top 100)          | 52       |
| Reino Unido (UK Singles Chart)              | 22       |
| Reino Unido (UK R&B Chart)                  | 5        |
| Suecia (Sverigetopplistan)                  | 24       |

### Listas de fin de año
| Lista (1997)                                        | Posición |
| --------------------------------------------------- | -------- |
| Canadá (RPM Adult Contemporary)                     | 89       |
| Estados Unidos Mainstream Top 40 (Billboard)        | 88       |
| Estados Unidos Rhythmic (Billboard)                 | 75       |
| Estados Unidos Adult Contemporary (Radio & Records) | 51       |
| Estados Unidos CHR/Pop (Radio & Records)            | 75       |
| Estados Unidos CHR/Rhythmic (Radio & Records)       | 80       |
| Estados Unidos Urban AC (Radio & Records)           | 94       |